# 高山石油
高山石油株式会社（たかやませきゆ）は、山口県下松市に本社を置く、石油製品の販売を中心とした企業。ENEOSの特約店。
同社を中心とした企業グループ「高山石油グループ」を形成する。

## 事業部門

### 産業用燃料
周南コンビナートを構成する企業を主な顧客として、燃料油や潤滑油の販売を行う。下松市に災害対応型の油槽所（総容量600kl　軽油、灯油、重油、潤滑油）を保有し、安定供給と即納体勢を可能にしている。

### 海上給油
国際拠点港湾である徳山下松港を中心に、船舶への海上給油（A重油、C重油）を行う。給油船2隻（122t、99t）を保有し、外航船舶にも対応する。

### ガソリンスタンド
山口県東部を中心にガソリンスタンド店舗を運営する。また、販売店であるガソリンスタンド9店舗へ卸売を行う。

### 車検・整備
指定工場を保有し、自動車の車検・整備を行う。

## 沿革
- 1897年（明治30年）- 山口県光市島田駅前で、高山卯三郎が呉服・雑貨商の高山商店を山陽鉄道（現・山陽本線）開通と同時期に創業。
- 1913年（大正2年）- 高山商店が宝田石油（1921年に日本石油と合併）と特約契約を結び、石油の販売を始める。
- 1948年（昭和23年）- 高山商店石油部を分離、高山石油店を設立。
- 1955年（昭和30年）- LPガスの取扱を開始。
- 1956年（昭和31年）- LPガス部門を分離、高山石油ガスを設立。
- 1978年（昭和53年）- 産業用燃料販売部門を分離、高山石油商事を設立。
- 2005年（平成17年）- 新日本石油（現・ENEOS）との共同出資により、高山エネルギーを設立。

## 主なグループ企業
- 高山石油ガス - LPガス販売、住宅設備機器販売。山口県中部・東部エリアで約2万世帯にLPガスを供給する。
- 高山エネルギー - 山口県中部・東部で12箇所のガソリンスタンドを運営。
- 高山石油商事 - 産業用燃料油・潤滑油販売。
- 中央石油 - ガソリンスタンド運営
- 田布施高山石油 - ガソリンスタンド運営
- 周南カーケアセンター - 自動車整備・車検取扱い
- 高山石油商事 - 産業用燃料販売
- 防府日石ガス - LPガス販売